# Angelo Parra

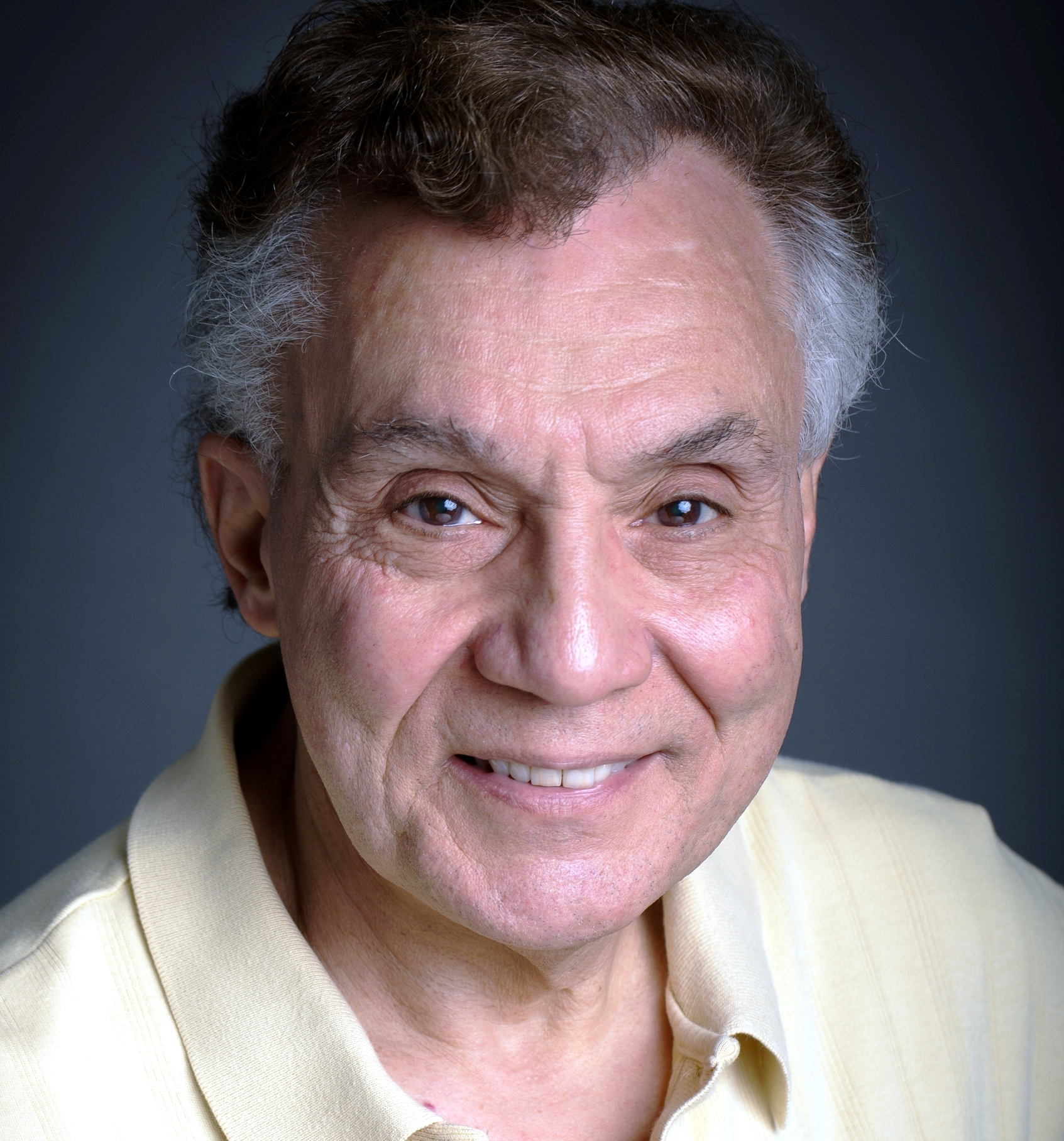
Angelo Parra, 2021

Angelo Parra (* 2. Juni 1948 in New York) ist ein US-amerikanischer Bühnenautor.

## Leben
Parra wurde in Manhattan geboren und wuchs in der Bronx auf. Nach seinem Bachelor-Abschluss in Communication Arts an der Fordham University arbeitete er u. a. als Reporter/Fotograf, in Public Relations, als freiberuflicher Schreiber und als Dozent für Journalismus und Public Relations an der New York University. Parra hat außerdem einen Master-Abschluss in Politologie der New School in New York und einen MFA in Theaterdichtung des Brooklyn College.
1986 wendete er sich dem Theater zu. Für sein erstes Stück, das auch aufgeführt wurde, „Casino“, erhielt er 1989 ein Stipendium der New York Foundation for the Arts (NYFA) und ein Stipendium des National Endowment for the Arts neben anderen Preisen.
Sein bekanntestes Werk, „The Devil’s Music: The Life and Blues of Bessie Smith“, wurde von Kritikern gelobt und von der New York Daily News zu einem der „Top 10-Off-Broadway-Erfahrungen“ von 2001 gewählt. Außerdem wurde es von der „Broward/Palm Beach New Times“ zur „Best Solo Show“ ernannt und Parra erhielt dafür ein zweites Stipendium der NYFA (2000). Außer in New York wurde das Stück in Los Angeles, Chicago, Washington (D.C.), in Palm Beach,  in Hartford (Connecticut), in Memphis, in Cape Cod und beim Edinburgh International Festival aufgeführt.
Ein weiteres Stück, das Preise gewonnen hat, ist das Krankenhaus-Drama „Journey of the Heart“ (ursprünglich „A Heart of Flesh“). Es erhielt 1998 den Preis des Jewel Box Theatre, den Mixed Blood Theatre-Preis und den „David James Ellis National Play Award“. Für sein Drama „Song of the Coquí“ bekam er den Chicano/Latino Literary Award der University of California (Irvine) und den „American Dream“-Preis von Repertorio Español in New York.
Parra ist ein Mitglied des BMI Lehman Engel Musical Theater Workshop und Dramatists Guild of America, der Gewerkschaft der Bühnendichter. Er war Teilnehmer an der Sewanee Writers-Konferenz im Jahr 2000 und unterrichtete Drama am SUNY Rockland Community College. Außerdem ist er zurzeit Kuratoriums-Präsident der Penguin Repertory Company.
Seine weiteren Stücke sind:
- „Percy T. Penguin Comes to America“, ein Kindermusical
- „Anansi the Spider Learns his Lesson“, ebenfalls ein Stück für Kinder
- „Canvases“
- „The Price of Honor“
- „Prickasaurus“
- „The Slope“
- „Warmflesch“
- „A Waltz Without Turns“
- „Midnight Kiss“
- „What is it With Me?“